# الانتخابات الرئاسية الأمريكية 2016 في ألاباما
مخطط التصويت الشعبي
أجريت الانتخابات الرئاسية الأمريكية لعام 2016 في ألاباما في 8 نوفمبر 2016 كجزء من الانتخابات العامة لعام 2016 التي شاركت فيها جميع الولايات الخمسين بالإضافة إلى مقاطعة كولومبيا. واختار المقترعون في ألاباما الناخبين ليمثلوهم في الكلية الانتخابية من خلال التصويت الشعبي الذي وضع مرشح الحزب الجمهوري رجل الأعمال دونالد ترامب، ورفيقه في الترشح محافظ إنديانا مايك بنس ضد مرشح الحزب الديمقراطي، ووزيرة الخارجية السابقة هيلاري كلينتون وزميلها في الانتخابات، عضو مجلس الشيوخ عن ولاية فرجينيا تيم كين.
في الأول من مارس 2016، في الانتخابات الرئاسية التمهيدية، أعرب ناخبو ألاباما عن تفضيلهم للمرشحين من الحزبين الديمقراطي والجمهوري الليبرتاري للرئاسة. لقد صوتت ألاباما لصالح المرشح الجمهورى في كل انتخابات منذ فاز بها رونالد ريغان في عام 1980. كان ترامب يحظى بشعبية كبيرة للفوز بالولاية.
فاز دونالد ترامب في الانتخابات في ألاباما بنسبة 62.08% في المائة من الأصوات. وقد حصلت هيلاري كلينتون على 34.36% من الأصوات. فقد منحت الولاية 60.55 من أصواتها للمرشح الجمهوري ميت رومني في عام 2012، وهذا يعني أنها تحولت 1.53% جمهورية أكثر من الانتخابات السابقة. وكان هامش فوز دونالد ترامب في ألاباما 27.72%، بزيادة 5.53% عن هامش فوز ميت رومني الذي بلغ 22.19%.

## وصلات خارجية
- RNC 2016 Republican Nominating Process
- Green papers for 2016 primaries, caucuses, and conventions
- Decision Desk Headquarter Results for Alabama